# Josep Maria Vilar i Torrens
Josep Maria Vilar i Torrens (Manresa, Barcelona; 2 de setembre de 1956) és un musicòleg i docent català. Va estudiar música a L'Escolania de Montserrat (1966-70) i al Conservatori Superior Municipal de Música de Barcelona (1970-1978), on va obtenir el títol de professor de violoncel l'any 1979. És llicenciat en Història de l'art per la Universitat Autònoma de Barcelona (1977-83). Va cursar estudis de musicologia amb Josep M. Llorens. El 1994 es va doctorar en Història de l'Art per la mateixa universitat amb la tesi "Les simfonies de Carles Baguer: fonts, context i estil" sota la direcció de H. C. Robins Landon.
Ha impartit docència en instituts d'ensenyança mitjana, ha sigut professor de Llenguatge Musical, Conjunt Coral i Història de la Música al Conservatori de Manresa (1980-86) i ha sigut cap d'estudis de l'Escola Superior de Música de Catalunya. Ha col·laborat en el disseny del currículum de música de Catalunya després de la reforma de l'ensenyança aplicada a partir del 1992 i ha impartit nombrosos cursos per a formadors de música en ensenyança secundària i en escoles i conservatoris de música, tant a Catalunya com a altres comunitats autònomes.
Les seves línies d'investigació són els arxius musicals de Catalunya i la música orquestral catalana del classicisme. En col·laboració amb M. A. Ester-Sala va realitzar un extens treball de camp per als fons musicals de més de 150 arxius de Catalunya que va ser conegut parcialment a través d'una sèrie de 32 articles publicats en la Revista Musical Catalana (Catalunya Música-Revista Musical Catalana a partir del núm. 73) entre els anys 1988 i 1992 (núm. 41-87) i en Anuario Musical. És coautor de diversos llibres de text per a l'Educació Secundària Obligatòria.

## Edicions musicals
- C. Baguer: Cuatro sinfonías, Madrid SEdM, 1990
- “O Mors”, Butlletí de la Federació Catalana d’Entitats Corals, 70, IV-1990
- “Inventi David”, Butlletí de la Federació Catalana d’Entitats Corals, 71, V-1990
- “Coenantibus Illis”, Butlletí de la Federació Catalana d’Entitats Corals, 72, VI-1990
- Josep Fàbrega: Simfonia en Do major, Sabadell, La mà de Guido, 1990
- La música orquestal de Carles Baguer. 1786-1808. Volum II. Simfonia núm. 5 en Re major. Simfonia núm. 6 en Re major. Simfonia núm. 12 en Mi bemoll major, Barcelona, Tritó, 1996
- La música orquestal de Carles Baguer. 1786-1808. Volum I. Simfonia núm. 1 en De major. Simfonia núm. 2 en De menor. Simfonia núm. 3 en Re major, Barcelona, Tritó, 1997
- La música orquestal de Carles Baguer. 1786-1808. Volum III. Simfonies núms. 14, 15, 16 i 18, Barcelona, Tritó, 2001

## Escrits musicals
- “Gaiet Mensa, compositor de la Seu de Manresa”, Dovella, 9, 1983, 26-35
- “Un mètode d’afinació del salteri del segle XVIII”, REM, 3, 1983, 201-8
- “Una simfonia de Haydn a la Seu de Manresa”, REM, 4, 1984, 127-75
- “La música a la Seu de Manresa”, Dovella, 20, 1986, 5-8
- “La música instrumental de l’Arxiu de Vilafranca”, Olerdulae, 32, 1986, 6-8
- “Els mestres de capella i els organistes de la Seu de Manresa durant el segle XVIII”, AnM, 42, 1987
- col. M. Ester-Sala: Una aproximació als fons de manuscrits musicals a Catalunya (I)”, AnM, 42, 1987, (II), 44, 1989, (III), 46, 1991
- “Magí Pontí: Una altra lectura de la seva biografia”, Dovella, 26, 1988, 21-4
- “Un projecte de conservatori municipal per a mitjan segle XIX”, REM, 8, 1988, 207-15
- “Audicions per a escolars per al curs 1988-89”, Perspectiva Escolar, 132, 1989, 49-53
- “Anàlisi de les noves propostes legislatives”, RMC, 72, 1990, 29-31
- “Informàtica en l’ensenyament de la música”, Perspectiva Escolar, IV- 1990
- La música a la Seu de Manresa en el segle XVIII, Manresa, Centre d’Estudis del Bages, 1990
- col. R M. Girbau: “Comentarios al área de música en las etapas de educación primaria y secundaria”, El Magisterio Español, Coleccionable XVI, 1991, 107-14
- “Sobre la música barroca per a xeremies a Catalunya i la seva evolució posterior”, Eusko Ikaskuntza. Cuadernos de Sección Música, 5, 1991, 109-53
- “Una música per a dues ligues”, L’Erol, 35,1991
- col. M. Ester-Sala: “Els arxius musicals a Catalunya: un patrimoni a revalorar”, Lligall, 5, 1992, 123-46
- col. M. Ester-Sala: “La presencia de Rossini en la vida cotidiana en la Catalunya del ochocientos”, NASS, VIII, 2, 1992
- “L’ensenyament musical”, “L’activitat concertística”, “La música a les esglésies”, Història de la Ciutat de Manresa 1900-1950, Vol. III, Manresa, Caixa d’Estalvis de Manresa, 1992, 81-98
- col. D. Aymerich: L’Escola de música de Sabadell. Un segle d’història, 1892-1992, Sabadell, Ajuntament, 1994
- “Per la dinamització dels fons musicals”, I Congrés de Música a Catalunya. Llibre d’Actes del Congrés, Barcelona, 1994, 1083-86
- Carles Baguer, organista de la seu de Barcelona. El classicisme musical a Catalunya, Barcelona, Ed. Graó, 1995
- “Els inventaris de partitures: una aproximació al gust d’una època. El cas de Sabadell”, Butlletí de la Societat Catalana de Musicologia, III, 1995, 65-77
- Recursos per aprendre a escoltar la música, Barcelona, Rosa Sensat, 1995
- “Sobre la difusió de les obres d’Ignaz Pleyel a Catalunya”, AnM, 50, 1995, 185-99
- “Aprendre a escoltar i escoltar per aprendre”, Actes de les Jornades de Música. Barcelona 9-10 setembre 1996, Barcelona, Instituto de Ciencias de la Educación, 1996, 25-38
- “Carles Baguer i la simfonia del classicisme a Catalunya”, Revista de Catalunya, 112, XI- 1996, 113-23
- “La diversitat musical que ens envolta: un repte per a l’educació musical del futur”, Perspectiva Escolar, 210, 1996, 10-8
- “La música y la LOGSE:¿Hemos perdido objetivos en el camino?”, Eufonía, 2, 1996, 69-85
- “Alguns futuribles musicològics per al segle XVIII”, Butlletí de la Societat Catalana de Musicologia, IV, 1997, 159-69
- “The Symphony in Catalonia, c. 1768-1808”, M. Boyd, J.J. Carreras (eds.): Music in Eighteenth Century Spain, Cambridge University Press, 1998, 157-71 (trad. La música en España en el siglo XVIII, Madrid, 2000)
- “Una relación musical escuela-empresa en el bachillerato”, Enfonía, 13, 1998, 115-7
- “Conservatorio, Bachillerato y Formación Profesional”, Música y Educación, 38, 1999, 71-77
- col.: Història de la Música Catalana, Valenciana i Balear, Vol. II, Barcelona, Edicions 62, 1999
- “La escuela de música como nuevo modelo educativo”, CODEXXI, 2, Barcelona, 1999, 189-208
- “Manejando el currículo en el conservatorio y en la escuela de música: ¿dónde debe estar el repertorio?”, Música y Educación, 43, 2000, 29-45
- “Rèquiem: Jaume Alaquer”, Jaume Alaquer (1785-1823): Missa de Rèquiem. Menorca, 2000, 21-27
- “La evaluación en las escuelas de música y en los conservatorios”, Eusko Jaurlaritza, 44, Victoria-Gasteiz, 2001